# Eberstein
För andra betydelser, se Eberstein (olika betydelser).
Eberstein är en släkt härstammande från Prenzlau i Pommern.
Från Pommern överflyttade 1701 Christian Eberstein (död 1741) till Sverige och blev regementsfältskär i Malmö. 1724 överflyttade även dennes brorson, Daniel Christian Eberstein (1707-55) till Sverige, och blev 1735 stadsläkare i Norrköping.
Av släktens medlemmar märks:
- Christian Eberstein (1738-1816), svensk donator
- Carl Johan Eberstein (1758-1838), biskop i Visby och författare
- Carl Christian Eberstein (1794-1858), svensk präst och poet
- Christian Eberstein (1829-1898), svensk direktör
- Gösta Eberstein (1880-1975), svensk jurist och professor
- Susanne Eberstein (född 1948), socialdemokratisk riksdagsledamot 1994-2018